# 이흐티요르 나브루조프
이흐티요르 카리모비치 나브루조프(우즈베크어: Ixtiyor Karimovich Navroʻzov, 러시아어: Ихтиёр Кари́мович Навру́зов, 1989년 7월 5일~)는 우즈베키스탄의 레슬링 선수이다. 2016년 하계 올림픽 남자 자유형 라이트급 동메달을 획득했다. 또한 세계 선수권 대회에서 은메달 1개를 획득했다.